# Joseph-Mathias Noirot
Pour les articles homonymes, voir Noirot.
Jean Joseph-Mathias Noirot, couramment appelé Abbé Noirot, est un prêtre professeur de philosophie français né le 24 février 1793 à Latrecey (Haute-Marne) et mort le 24 janvier 1880 à Paris.

## Biographie
Joseph-Mathias Noirot est né le 24 février 1793 à Latrecey. Il est le fils de Laurent Noirot, arpenteur puis «commissaire terrier du duc de Penthièvre», propriétaire terrien assez aisé, et Claudine Agnès Demartinecourt et le neveu de Jean Étienne de Martinecourt. 
Ordonné prêtre en 1817, il est vicaire pendant deux ans.
De 1820 à 1822, il est professeur dans l'enseignement public au collège de Moulins. À la suite d'ennuis de santé il est affecté aumônier au Collège royal de Lyon de 1822 à 1826. Il redevient professeur de philosophie à Grenoble en 1827 mais revient à Lyon après un an.
D'octobre 1827 à mars 1852, il enseigne au Collège royal de Lyon (le lycée Ampère à partir de 1848). Dès 1829, l'abbé est chargé d'un cours à l'école de commerce de Lyon.
Sa manière d'enseigner le fait appeler le « Socrate chrétien ». Il est influent sur le catholicisme libéral de son temps,, en particulier l'élite catholique lyonnaise : l'abbé Odon Thibaudier, Camille Rambaud et Frédéric Ozanam.
Il commençait chaque cours en récitant le Veni Sancte Spiritus, à genoux au pied de la chaire.
Il est nommé inspecteur général en 1852, puis recteur d'académie à Lyon en 1854, grâce à son ancien élève Hippolyte Fortoul. À la retraite en 1856, il aide en philosophie les étudiants du Cercle du Luxembourg.
Il meurt le 24 janvier 1880 à Paris, et est inhumé selon ses vœux à Latrecey.

### Faits notables
Noirot a obtenu entre 1841 et 1847 le statut d’ « académicien libre » à l'académie des sciences, belles-lettres et arts de Lyon, pouvant participer à toutes les séances, mais sans droit de vote.
Frédéric Ozanam fut son élève. Joseph-Mathias a été la personnalité la plus marquante de sa jeunesse.
Noirot eut aussi comme élèves Antoine Blanc de Saint-Bonnet qui devint philosophe, ou encore Antoine Bouchacourt, médecin français.

## Hommages
- Chevalier de la Légion d'honneur le 28 avril 1841[12]
- Officier de la Légion d'honneur par décret du 29 août 1850[12]

## Œuvres de l'abbé Noirot
- Leçons de philosophie, professées au lycée de Lyon, publiées avec son autorisation par Jean Baptiste Tissandier, Lyon, A. Brun, 1852.
- Discours prononcé à la séance solennelle de rentrée des Facultés de théologie, des sciences, des lettres... de Lyon, Lyon, Impr. de A. Vingtrinier, 1854.
- Lycée impérial de Lyon. Discours prononcé à la distribution des prix, le 9 août 1855, Lyon, impr. de A. Vingtrinier, 1855.
- Discours prononcé à la séance solennelle de rentrée des Facultés de théologie, des sciences, des lettres... de Lyon, Lyon, Impr. de A. Vingtrinier, 1855.